# Elaeocarpus myrtoides
Elaeocarpus myrtoides är en tvåhjärtbladig växtart. Elaeocarpus myrtoides ingår i släktet Elaeocarpus och familjen Elaeocarpaceae.

## Underarter
Arten delas in i följande underarter:
- E. m. myrtoides
- E. m. vinkii